# دیوید نکهید
دیوید نکهید (انگلیسی: David Nakhid؛ زادهٔ ۱۵ مهٔ ۱۹۶۴) یک بازیکن فوتبال اهل ترینیداد و توباگو است.
از باشگاه‌هایی که در آن بازی کرده‌است می‌توان به نیوانگلند رولوشن، مالمو، باشگاه فوتبال گراس‌هاپر زوریخ، باشگاه فوتبال الانصار لبنان، باشگاه فوتبال پائوک، و باشگاه فوتبال الامارات امارات اشاره کرد.
وی همچنین در تیم ملی فوتبال ترینیداد و توباگو بازی کرده است.